# Iwan Tot´mianin
Iwan Michajłowicz Tot´mianin (ros. Иван Михайлович Тотьмянин, ur. 22 października 1915 we wsi Szadrina w guberni permskiej, zm. 1982) – radziecki działacz partyjny i państwowy.

## Życiorys
Skończył technikum finansowo-ekonomiczne w Permie, 1934-1935 był instruktorem finansowym kombinatu w Niżnym Tagile, od 1939 należał do WKP(b), od lipca do września 1939 był instruktorem Komitetu Miejskiego WKP(b) w Niżnym Tagile. Od września 1939 do września 1940 był I sekretarzem rejonowego komitetu Komsomołu, 1940-1942 słuchaczem Wyższej Szkoły Partyjnej przy KC WKP(b), od sierpnia 1942 do marca 1943 sekretarzem rejonowego komitetu WKP(b) w Komijskiej ASRR, następnie II sekretarzem i I sekretarzem rejonowych komitetów WKP(b). Od sierpnia 1949 do grudnia 1950 był sekretarzem Komi-Permiackiego Okręgowego Komitetu WKP(b), od 20 grudnia 1950 do 28 lutego 1953 przewodniczącym Komitetu Wykonawczego Komi-Permiackiej Rady Okręgowej, od 1 lutego 1953 do 10 września 1961 I sekretarzem Komi-Permiackiego Komitetu Okręgowego KPZR, później zastępcą kierownika grupy kontrolerów Komisji Kontroli Państwowej Rady Ministrów RFSRR. Od stycznia 1963 do stycznia 1965 kierował obwodowym oddziałem ubezpieczeń społecznych w Permie, od stycznia do grudnia 1965 był pełnomocnikiem permskiego obwodowego komitetu kontroli partyjno-państwowej, a od grudnia 1965 do listopada 1977 przewodniczącym miejskiego komitetu kontroli ludowej w Permie.

## Odznaczenia
- Order Lenina (1957)
- Order Wojny Ojczyźnianej I klasy (1945)
- Order Czerwonego Sztandaru Pracy (dwukrotnie - 1946 i 1971)